# 東麗
東麗（日语：／ tō re）是日本一家跨國化工公司，1926年成立。其公司名稱為舊名「東洋人造絲」（東洋レーヨン）的縮寫。

## 歷史
- 1926年，成立東洋人造絲株式會社。
- 1944年，合併昭和工業株式會社。
- 1953年，設立東洋尼龍編物株式會社。
- 1955年，設立Trilon公司。
- 1958年，設立東洋金屬噴鍍株式會社。
- 1960年，設立東洋工事株式會社。
- 1963年，設立設立Thai Toray Textile Mills公司及Toray Nylon Thai公司。
- 1964年，設立東洋製品株式會社。
- 1965年，設立設立Toray New York公司。
- 1966年，設立東麗・矽膠株式會社。
- 1970年，設立P.T.Indonesia Toray Synthetics公司；東洋人造絲株式會社改稱東麗株式會社。
- 1973年，設立Penfibre Sdn. Berhad公司及Nan Sing Dyeing Works (Malaysia)公司。
- 1974年，設立東麗（香港）有限公司及Iganto公司。
- 1978年，設立株式會社東麗分析研究中心。
- 1980年，設立東麗・醫療株式會社。
- 1982年，設立東麗建設株式會社及SOFICAR公司；合併TREA公司。
- 1986年，設立株式會社東麗經營研究所及東麗國際株式會社。
- 1989年，合併Samuel Courtauld公司。
- 1990年，設立Toray Plastics (Malaysia)公司。
- 1992年，設立Toray Composites (America)公司。
- 1994年，設立東麗酒伊印染（南通）有限公司及P.T. Petnesia Resindo公司。
- 1995年，設立STEMCO公司及東麗合成纖維（南通）有限公司。
- 1997年，設立Toray Carbon Fibers America公司及Toray Textiles Central Europe公司。
- 1999年，設立Toray Saehan公司。
- 2000年，設立東麗・ACS株式會社。
- 2001年，設立Eitopia株式會社及儀化東麗聚酯薄膜有限公司。
- 2002年，設立東麗薄膜加工（香港）有限公司、東麗纖維研究所（中國）有限公司、東麗薄膜加工（中山）有限公司、Toray Fluorofibers (America)公司。
- 2004年，設立東麗薄膜加工株式會社；合併水道機工株式會社及蝶理株式會社。
- 2005年，設立東麗即發（青島）染織股份有限公司。
- 2006年，設立Toray Membrane USA公司及東麗高新聚化（南通）有限公司。
- 2007年，設立東麗・Diplomode株式會社。
- 2008年，設立Toray Films Europe公司；合併東和織物株式會社。
- 2009年，設立藍星東麗膜科技（北京）有限公司。
- 2010年，設立東麗東燃機能膜合同會社。
- 2011年，設立東麗尖端薄膜股份有限公司、東麗醫療科技（青島）股份有限公司、Euro Advanced Carbon Fiber Composites公司、P.T. Toray Polytech Jakarta公司、東麗先端材料研究開發（中國）有限公司。
- 2012年，設立東麗塑料（成都）有限公司及Toray do Brasil公司。
- 2013年，合併株式會社童夢碳魔法、Zoltek公司、Woongin Chemical公司。
- 2014年，設立Toray Kusumger Advanced Textile公司、Toray Resin Mexico公司、Toray Membrane Middle East公司。
- 2015年，設立Composite Materials (Italy)公司、Toray Resins Europe公司、Greenerity公司、Toray Industries Europe公司、Delta-Tech公司。
- 2018年3月15日，東麗以1200億日圓（9.3億歐元）向Royal Ten Cate收購荷蘭碳纖維加工巨頭TenCate Advanced Composites控股（TACHD）
- 2018年8月，設立東麗分析技術開发（上海）有限公司。

## 外部連結
- 東麗日本網站 （日語）
- 東麗全球網站 （英文）
- 東麗日本新網站 （页面存档备份，存于） （日語）